# Cyprus op het Eurovisiesongfestival 2003
Cyprus nam deel aan het Eurovisiesongfestival 2003 in Riga, Letland. Het was de 21ste deelname van het land op het Eurovisiesongfestival. De CyBC was verantwoordelijk voor de Cypriotische bijdrage voor de editie van 2003.

## Selectieprocedure
Net zoals in hun deelname in 2002 koos de nationale omroep dit jaar voor een interne selectie
Men koos uiteindelijk de zanger Stelios Konstantas met het lied Feeling alive.

## In Riga
In Letland trad Cyprus als negende van 26 landen aan, net na Kroatië en voor Duitsland. Het land behaalde een twintigste plaats met 15 punten. 
Men ontving 1 keer het maximum van de punten.
België en Nederland hadden geen punten over voor deze inzending.

### Gekregen punten

#### Finale
| 12 punten     | 10 punten | 8 punten | 7 punten | 6 punten |
| ------------- | --------- | -------- | -------- | -------- |
| - Griekenland |           |          |          |          |
| 5 punten      | 4 punten  | 3 punten | 2 punten | 1 punt   |
|               |           |          | - Malta  | - Israël |

### Punten gegeven door Cyprus

#### Finale
Punten gegeven in de finale:
| 12 punten | Griekenland |
| 10 punten | Rusland     |
| 8 punten  | Turkije     |
| 7 punten  | Ierland     |
| 6 punten  | Spanje      |
| 5 punten  | IJsland     |
| 4 punten  | Oostenrijk  |
| 3 punten  | België      |
| 2 punten  | Roemenië    |
| 1 punt    | Zweden      |

1981 · 1982 · 1983 · 1984 · 1985 · 1986 · 1987 · 1988 · 1989 · 1990 · 1991 · 1992 · 1993 · 1994 · 1995 · 1996 · 1997 · 1998 · 1999 · 2000 · 2001 · 2002 · 2003 · 2004 · 2005 · 2006 · 2007 · 2008 · 2009 · 2010 · 2011 · 2012 · 2013 · 2014 · 2015 · 2016 · 2017 · 2018 · 2019 · 2020 · 2021 · 2022 · 2023 · 2024 · 2025